# Ventura (California)
San Buenaventura (usualmente llamada Ventura) es una ciudad estadounidense del estado de California, sede del condado de Ventura, desde su incorporación en 1866. Ventura tiene una población total de 106.744 habitantes. Las vías principales que van a Ventura son la Ruta Federal 101, la Ruta Estatal 33 y la Ruta Estatal 126.

## Historia

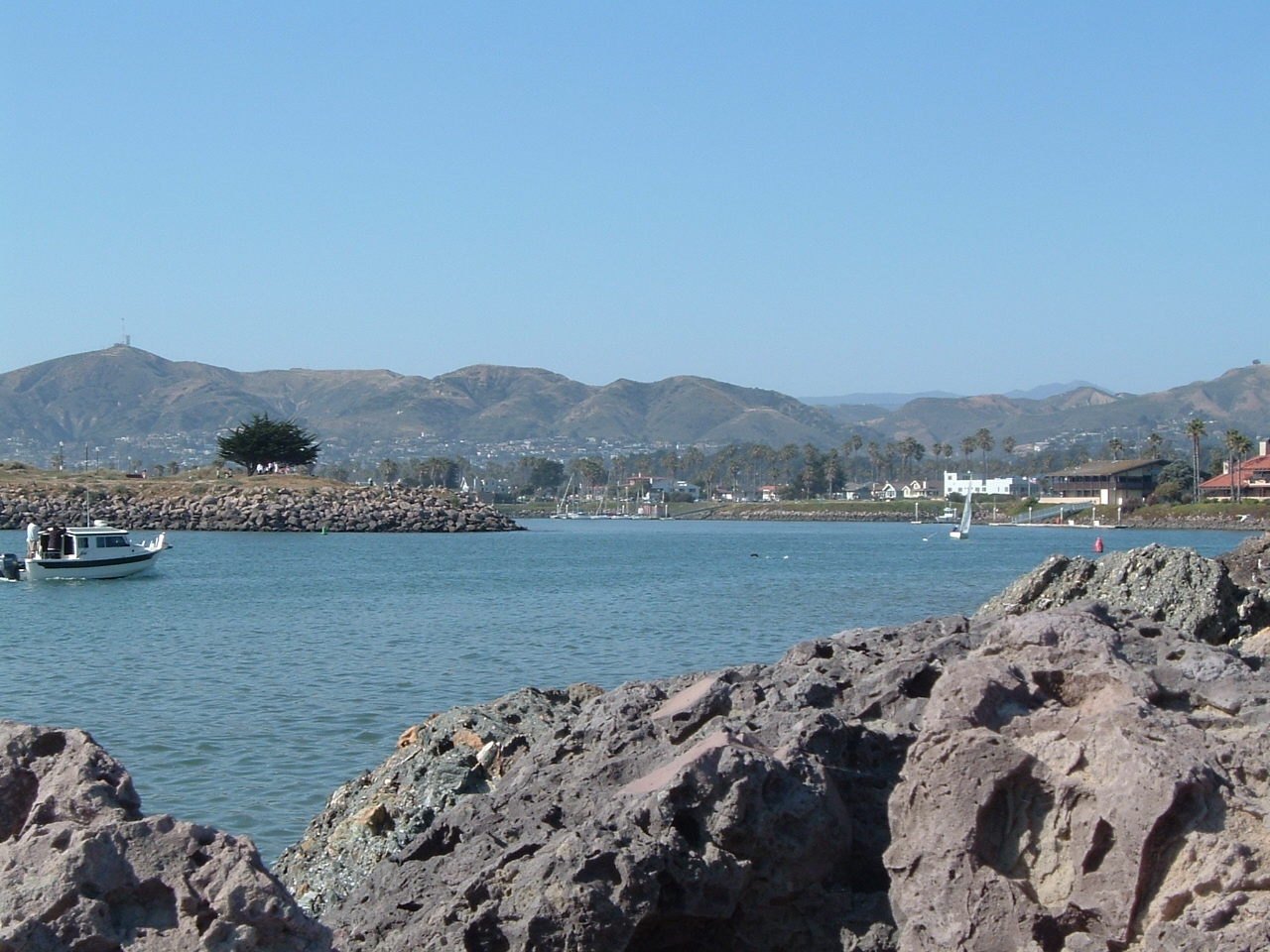
Extremo este de Ventura desde el puerto de Ventura en el noroeste de la planicie de Oxnard en Oxnard.

El padre Junípero Serra fundó la Misión de San Buenaventura en 1782, formando la base de lo que se convirtió la ciudad. La misión fue llamada así por San Buenaventura de Fidanza, un santo franciscano del siglo XII y un doctor de la iglesia. El 6 de julio de 1841, el gobernador Juan Bautista Alvarado otorgó 4.694 acres (1,900 ha) del Rancho San Miguel a Felipe Lorenzana y Raimundo Olivas, en la cual Olivas Adobe a orillas del Río Santa Clara era la más hermosa hacienda al sur de Monterey.
Después de la Guerra Civil Americana, los colonizadores llegaron al área, y compraron las tierras de los mexicanos, o simplemente como okupas. Muchos holdings fueron después adquiridos por los orientales, incluyendo al magnate ferroviario, Thomas Scott. Él estaba impresionado por uno de sus jóvenes empleados, Thomas R. Bard, que había estado a cargo de los suministros de las tropas de La Unión; Bard fue enviado al oeste a hacerse cargo de la propiedad de Scott.
Debido a la falta de vías de comunicación, Ventura no era el lugar favorito de los emigrantes, y por esa manera permaneció por un tiempo rural. Durante casi todo el siglo Ventura permaneció muy desolada hasta su incorporación como ciudad en 1866, pero permaneció incomunicada del resto del estado. 
Desde entonces, Ventura ha crecido de manera constante. En 1920 había 4.156 personas. En 1930 la población había aumentado a 11.603, y en 1950 llegó a 16.643. En las últimas dos décadas se ha cuadruplicado a unos 105.000 habitantes.

## Geografía
Ventura está localizada al noroeste de Los Ángeles en la costa de California y en las coordenadas 34°16′30″N 119°13′40″O / 34.27500, -119.22778 (34.275242, -119.228048).
Según la Oficina del Censo de los Estados Unidos, Ventura tiene un área total de 84.6 km² (32.7 mi²). 54.6 km² (21.1 mi²) es tierra y 30.0 km² (11.6 mi²) es agua (35.49%).
El río Ventura se encuentra en la frontera noroeste y el río Santa Clara en el sureste.  Archivado el 18 de noviembre de 2018 en Wayback Machine.

## Demografía
En el censo del año 2000, había 100,916 personas, 38,524 hogares, y 25,233 familias residiendo en la ciudad. La densidad poblacional era de 1,849.3/km² (4,790.6/mi²). Había 39,803 unidades habitacioneles en una densidad de 729.4/km² (1,889.5/mi²). La demografía de la ciudad fue de 78.79% blanca, 1.41% afroamericana, 1.16% amerindia, 3.00% asiática, 0.17% del Pacífico, 11.14% de otras razas, y el 4.32% de dos o más razas. Los hispanos o latinos de cualquier raza era el 24.35% de la población.
Había 38.524 hogares de los cuales 32,1% tenían hijos menores de 18 años que viven con ellos, el 49,2% eran parejas casadas que viven juntas, 11,7% había una mujer de familia sin marido presente, y el 34,5% eran solteros. El 26,5% de todas las familias se componían de individuos y el 9,7% tenía a alguien que vive solo de 65 años de edad o más. El tamaño promedio del hogar es de 2,56 y el promedio del tamaño de una familia es de 3,12. 
En la ciudad la población estaba dividida en un 25,0% menores de 18 años, el 7,8% de 18 a 24, el 31,5% de 25 a 44, el 22,8% de 45 a 64, y el 12,8% fueron de 65 años de edad o más. El promedio de edad fue de 37 años. Por cada 100 mujeres existían 96,9 hombres. Por cada 100 mujeres mayores de 18 años, había 93,8 hombres. 
El promedio de ingresos de un hogar en la ciudad fue de $ 52.298, y la renta promedia para una familia era de $ 60.466. Los hombres tenían un ingreso mediano de $ 43.828 versus $ 31.793 para las mujeres. El ingreso per cápita para la ciudad era de $ 25.065. Acerca del 6,4% de las familias y el 9,0% de la población estaban por debajo de la línea de pobreza, entre ellos el 12,2% de los menores de 18 años de edad y el 5,3% de los de 65 años de edad o más.

## Educación
Ventura alberga dos universidades, la de Brooks Institute of Photography y Ventura College. Ventura College es un Colegio comunitario, y es parte del Ventura County Community College District. 
Los estudiantes de las escuelas públicas de kindergarten hasta el duodécimo grado asisten a las escuelas en el Distrito Escolar Unificado de Ventura. El distrito cuenta con dos escuelas secundarias completa: Ventura High en la zona periférica del centro justo al este del centro de la ciudad, y Buena High en el este de Ventura. Los estudiantes de Ventura High tienen como mascota a los "pumas" y los estudiantes de Buena High tienen a un "Bulldog". Los estudiantes de todo el distrito pueden asistir a la Escuela Secundaria de Tecnología de Foothill, una escuela imán que se centra en la tecnología y las carreras de salud. Las escuelas privadas son St Bonaventure High School, una escuela católica y Ventura County Christian School, una escuela cristiana evangélica.